# مارلون وینز
مارلون ال. وینز (به انگلیسی: Marlon L. Wayans) (زاده ۲۳ ژوئیه ۱۹۷۲) بازیگر، مدل، تهیه‌کننده، کمدین، نویسنده و کارگردان آمریکایی است. اولین نقشی که وی داده شد، در فیلمی در سال ۱۹۸۸ و نقش یک عابر پیاده بود! چند فیلم بعدی او شامل این موارد است: فیلم ترسناک، فیلم ترسناک ۲، دختران سفیدپوست، قاتلین پیرزن، برهنه و مرد کوچک، سرزمین اژدها. وی عمدتاً در فیلم‌های کمدی ظاهر می‌شود ولی نقشش در فیلم مرثیه برای یک رؤیا نقشی دراماتیکی بود. وی همچنین در سال ۲۰۰۹ در فیلم جی.آی.جو: ظهور کبرا نقش‌آفرینی کرد.

## کودکی
مارلون متولد شهر نیویورک است. او فرزند الویرا، خانه‌ساز و هوول، مالک یک سوپر مارکت بود. وی کوچک‌ترین فرزند در بین ۱۰ خواهر و برادر خانواده است. تعدادی از خواهر و برادرهایش به نام‌های نادیا، شان، کینن، دیمون، دوین و کیم، همگی در عرصه هنری وارد شده و از اشخاص صاحب‌نامی هستند.
مارلون دانش‌آموخته دانشگاه هاوارد است.

## پیوند
- مارلون وینس[پیوند مرده] در بانک اطلاعات اینترنتی فیلم‌ها
- مارلون وینس در توییتر